# Таляль ібн Абдаллах
Таляль ібн Абдаллах (араб. طلال بن عبد الله بن علي الرشيد; нар. 1823– 11 березня 1868) — 4-й емір Джебель-Шаммара у 1847—1868 роках.

## Життєпис
Походив з династії Аль-Рашид. Старший син Абдаллаха ібн Алі, еміра Джебель-Шаммари. Народився 1823 року, ймовірно в Ер-Ріяді, ще до того як батько у 1835 році став еміром. Разом з батьком і стрийком Убайдом брав участь у військових кампаніях проти сусідів. 1843 року оженився на доньці Фейсала I, еміра Неджду. 1845 року відзначився у війні проти емірату Унайза (з регіону Ель-Касим).
1847 року після смерті батька став еміром. При цьому це було порушенням давньої арабської традиції, за якою спадкувати владу повинен був Убайда, брат Абдаллаха. Втім той начебто сам відмовився від трону.
Загалом продовжив політику попередника, насамперед підтримував добросусідські стосунки із еміратом Неджд. Вже невдовзі відправив до Фейсала I у подарунок верблюдів і коней та підтвердив свою васальну залежність. 1855 року допоміг тестю придушити повстання в еміраті Унайза. Таляль надалі продовжував платити данину кіньми, часткою податку з прочан та здобичі від набігів.
Водночас Таляль продовжив загарбницькі походи на північ і захід, захопивши оази Хайбар і Тайму. У завойовані області не призначалися намісники, а залишалися місцеві вожді. Разом з тим йому вдалося створити державну адміністрацію, яка була заснована на племінному союзі шаммарів. Таляль взяв під контроль караванний шлях і шлях прочан з Багдаду до Мекки. Також встановив гарні відносини з урядом османського султана Абдул-Меджида I, визнавши його номінальну зверхність. В результаті в мечетях підвладних міст почали згадувати ім'я османського султана як халіфа в п'ятничній молитві. Натомість отримав османський фірман на право титулюватися еміром і панувати в Джебель-Шаммарі. Цим було покладено основи незалежності від емірати Неджд.
Вирізнявся релігійною терпимістю, дозволивши мешкати і торгувати в Хаїлі шиїтам та юдеям, обкладаючи їх великими податками. На ці гроші він завершив будівництво палацу-замку Барзан і обніс Хаїль 7-метровою стіною, збудував ринковий квартал, велику мечеть і багато громадських колодязів.
У березні 1868 року у Таляля сталося несподіване запаморочення розуму, і він наклав на себе руки. Також висловлюється думка, що вистрілив в себе навмисно, страдаючи через якусь хворобу, яку вважав невиліковною. Оскільки самогубство тоді було рідкісним явищем для арабів, його підданим було оголошено, що Таляль випадково вистрілив у себе, вивчаючи новий пістолет. Йому успадкував брат Мітаб.